# هاینتس اشتوکه
هاینتس اشتوکه (آلمانی: Heinz Stücke; ۱۱ ژانویهٔ ۱۹۴۰ – ) گردشگر، عکاس، و دوچرخه‌سوار اهل آلمان بود.